# MTBE
MTBE (nach IUPAC-Nomenklatur: 2-Methoxy-2-methylpropan, ausgeschrieben auch Methyl-tert-butylether) ist eine organisch-chemische Verbindung aus der Stoffgruppe der aliphatischen Ether. Er hat zum einen wegen seiner Verwendung als Zusatzstoff in Ottokraftstoffen sowie zum anderen als Lösungsmittel in der organischen Chemie eine gewisse großtechnische Bedeutung erlangt.

## Gewinnung und Darstellung
MTBE wird großtechnisch durch säurekatalysierte Veretherung von Isobuten mit Methanol bei Temperaturen von 40–90 °C und Drücken von 3–20 bar an sauren Ionentauscherharzen hergestellt.

## Physikalische Eigenschaften
MTBE ist eine farblose, typisch etherartig riechende Flüssigkeit. Die Verbindung siedet unter Normaldruck bei 55 °C. Der Schmelzpunkt liegt bei −109 °C. Die Mischbarkeit mit Wasser ist begrenzt: In 100 g Wasser lösen sich bei Raumtemperatur maximal 4,8 g MTBE, umgekehrt lösen sich in 100 g MTBE maximal 1,4 g Wasser. Das Azeotrop mit Wasser siedet bei Normaldruck bei 52,9 °C mit einer Azeotropzusammensetzung von 96,5 % MTBE und 3,5 % Wasser (jeweils Massenanteile). Mit Methanol wird bei einem Gehalt von 10 Ma% ein bei 51 °C siedendes Azeotrop gebildet.

### Thermodynamische Eigenschaften
Die Dampfdruckfunktion ergibt sich nach Antoine entsprechend log10(P) = A−(B/(T+C)) (P in kPa, T in K) mit A = 6,34991, B = 1312,52 und C = −26,03 im Temperaturbereich von 315 K bis 365 K.
Die wichtigsten thermodynamischen Eigenschaften sind in der folgenden Tabelle aufgelistet:
| Eigenschaft               | Typ                | Wert [Einheit]                                              |
| ------------------------- | ------------------ | ----------------------------------------------------------- |
| Standardbildungsenthalpie | ΔfH0liquid ΔfH0gas | −315,4 kJ·mol−1 −285,0 kJ·mol−1                             |
| Standardentropie          | S0liquid S0g       | 265,3 J·mol−1·K−1 als Flüssigkeit 357,8 J·mol−1·K−1 als Gas |
| Verbrennungsenthalpie     | ΔcH0liquid         | −3368,97 kJ·mol−1                                           |
| Heizwert                  | Hu                 | 35 MJ/kg                                                    |
| Wärmekapazität            | cp                 | 187,5 J·mol−1·K−1 (25 °C) als Flüssigkeit                   |
| Schmelzenthalpie          | ΔfH0               | 7,6 kJ·mol−1 beim Schmelzpunkt                              |
| Schmelzentropie           | ΔfS0               | 46,18 kJ·mol−1 beim Schmelzpunkt                            |
| Verdampfungsenthalpie     | ΔVH0               | 27,94 kJ·mol−1 beim Normaldrucksiedepunkt                   |
| Kritische Temperatur      | TC                 | 223,25 °C                                                   |
| Kritischer Druck          | PC                 | 33,97 bar                                                   |

Die Temperaturabhängigkeit der Verdampfungsenthalpie lässt sich entsprechend der Gleichung ΔVH0=A·exp(−β·Tr)(1−Tr)β (ΔVH0 in kJ/mol, Tr =(T/Tc) reduzierte Temperatur) mit A = 46,23 kJ/mol, β = 0,2893 und Tc = 497,1 K im Temperaturbereich zwischen 298 K (24,85 °C) und 343 K (69,85 °C) beschreiben.

Dampfdruckfunktion von MTBE
Temperaturabhängigkeit der Verdampfungsenthalpie von MTBE

### Sicherheitstechnische Kenngrößen
MTBE bildet leicht entzündliche Dampf-Luft-Gemische. Die Verbindung hat einen Flammpunkt bei −28 °C. Der Explosionsbereich liegt zwischen 1,6 Vol.‑% (58 g/m3) als untere Explosionsgrenze (UEG) und 8,4 Vol.‑% (310 g/m3) als obere Explosionsgrenze (OEG). Eine Korrelation der Explosionsgrenzen mit der Dampfdruckfunktion ergibt einen unteren Explosionspunkt von −33 °C sowie einen oberen Explosionspunkt von −5 °C. Die Grenzspaltweite wurde mit 1 mm bestimmt. Es resultiert damit eine Zuordnung in die Explosionsgruppe IIA. Die Zündtemperatur beträgt 460 °C. Der Stoff fällt somit in die Temperaturklasse T1. Die elektrische Leitfähigkeit ist mit 3,0·10−11 S·m−1 eher gering.
Entsprechend den Gefahrgutvorschriften ist MTBE der Klasse 3 (Entzündbare flüssige Stoffe) mit der Verpackungsgruppe II (mittlere Gefährlichkeit) zugeordnet (Gefahrzettel: 3).

## Isomere
Konstitutionsisomere der Verbindung sind Isobutylmethylether, n-Butylmethylether und sec-Butylmethylether.

## Verwendung
MTBE wird hauptsächlich als Klopfschutzmittel in Ottokraftstoffen zugesetzt. Es erhöht die Oktanzahl und führt dabei zu einer Verringerung der Klopfneigung des Ottomotors. Es ersetzt Tetraethylblei in unverbleiten Kraftstoffen.
Es ist auch in Starthilfesprays enthalten, welche bei Startschwierigkeiten in den Ansaugtrakt des Verbrennungsmotors eingespritzt werden.
MTBE findet in der organischen Chemie zunehmend Verwendung als Lösungsmittel sowie Extraktionsmittel. Es ersetzt dabei Ether wie Diethylether oder Tetrahydrofuran, da MTBE eine sehr geringe bis keine Neigung zur Bildung von Peroxiden durch Autoxidation besitzt. Dies liegt daran, dass auf der tert-Butyl-Seite am α-ständigen Kohlenstoffatom kein Peroxid gebildet werden kann (da es als tertiäres Kohlenstoffatom kein Wasserstoffatom trägt) und eine Peroxidbildung an der Methylgruppe mechanistisch über ein sehr instabiles Methyl-Radikal verlaufen müsste.

## Umweltverträglichkeit
Diskutiert wird die Umweltverträglichkeit von MTBE besonders im Hinblick auf das Grundwasser. In den USA kam es aufgrund von Tankleckagen zu Verunreinigungen des Trinkwassers. Die Beimischung ist deshalb in etlichen US-Bundesstaaten verboten und ist dort durch tert-Amylmethylether (TAME) ersetzt worden. Die Grundwassergefährdung durch Kraftstofflagerung an Tankstellen wird z. B. in Deutschland als untergeordnet betrachtet, da hier an den Tankstellen zumeist doppelwandige Erdtanks verwendet werden. MTBE kann aufgrund des intensiven Geruchs schon in geringen Spuren wahrgenommen werden. Zurzeit wird in Deutschland vermehrt ETBE (aus Bioethanol und Isobuten) eingesetzt, um die erforderlichen Bio-Beimischungsquoten erfüllen zu können (siehe auch Bioethanol).

## Sicherheitshinweise und Risikobewertung
Wegen der leichten Entzündbarkeit sollte mit tert-Butylmethylether stets unter einem Abzug gearbeitet werden. Die Haut sollte gegen Spritzer durch Tragen von Kittel und geeigneten Schutzhandschuhen geschützt werden. Beim Abfüllen größerer Mengen ist es ratsam, Maßnahmen gegen elektrostatische Aufladung zu treffen (Verwendung von Blechkannen und -trichtern, die geerdet werden).
- Bei Einatmen: betroffene Person sofort an die frische Luft bringen. Die Dämpfe können Kopfschmerzen und Benommenheit bis hin zur Ohnmacht hervorrufen.
- Bei Hautkontakt: mit viel Wasser und Seife abwaschen. Intensiver Hautkontakt kann zu denselben Symptomen wie das Einatmen führen.
- Bei Augenkontakt: intensiv mit Wasser ausspülen (Augendusche). Arzt hinzuziehen.
- Bei Verschlucken: Mund mit viel Wasser ausspülen. Arzt hinzuziehen.

MTBE wurde 2012 von der EU gemäß der Verordnung (EG) Nr. 1907/2006 (REACH) im Rahmen der Stoffbewertung in den fortlaufenden Aktionsplan der Gemeinschaft (CoRAP) aufgenommen. Hierbei werden die Auswirkungen des Stoffs auf die menschliche Gesundheit bzw. die Umwelt neu bewertet und ggf. Folgemaßnahmen eingeleitet. Ursächlich für die Aufnahme von MTBE waren die Besorgnisse bezüglich hoher (aggregierter) Tonnage und weit verbreiteter Verwendung sowie als potentieller endokriner Disruptor. Die Neubewertung fand ab 2014 statt und wurde von Frankreich durchgeführt. Anschließend wurde ein Abschlussbericht veröffentlicht.